# کلادراداتش

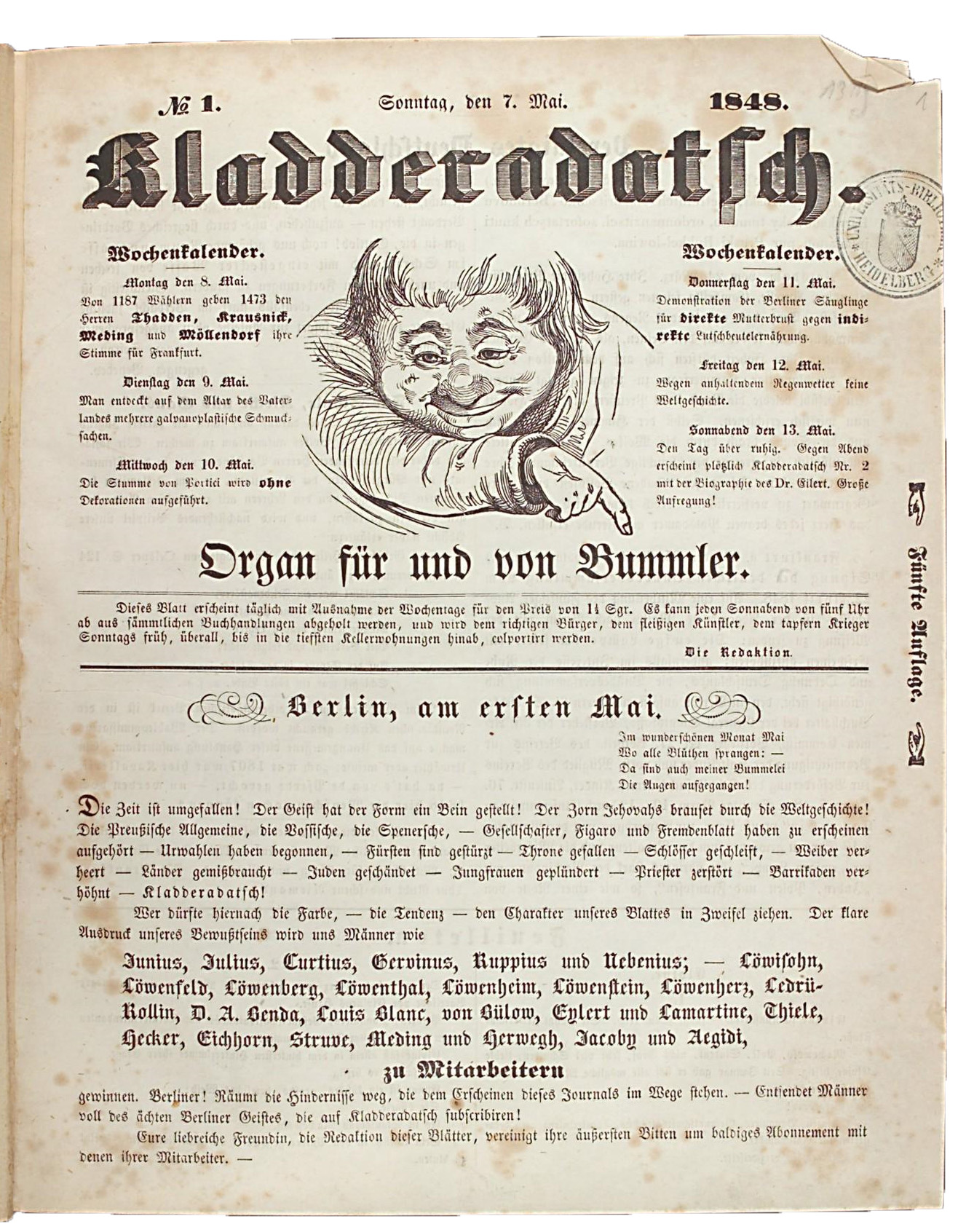
جلد مجله در ۹ ژوئیه ۱۸۴۸، با تصویر پسربچه‌ای خندان که به نماد تجاری آن تبدیل شد.

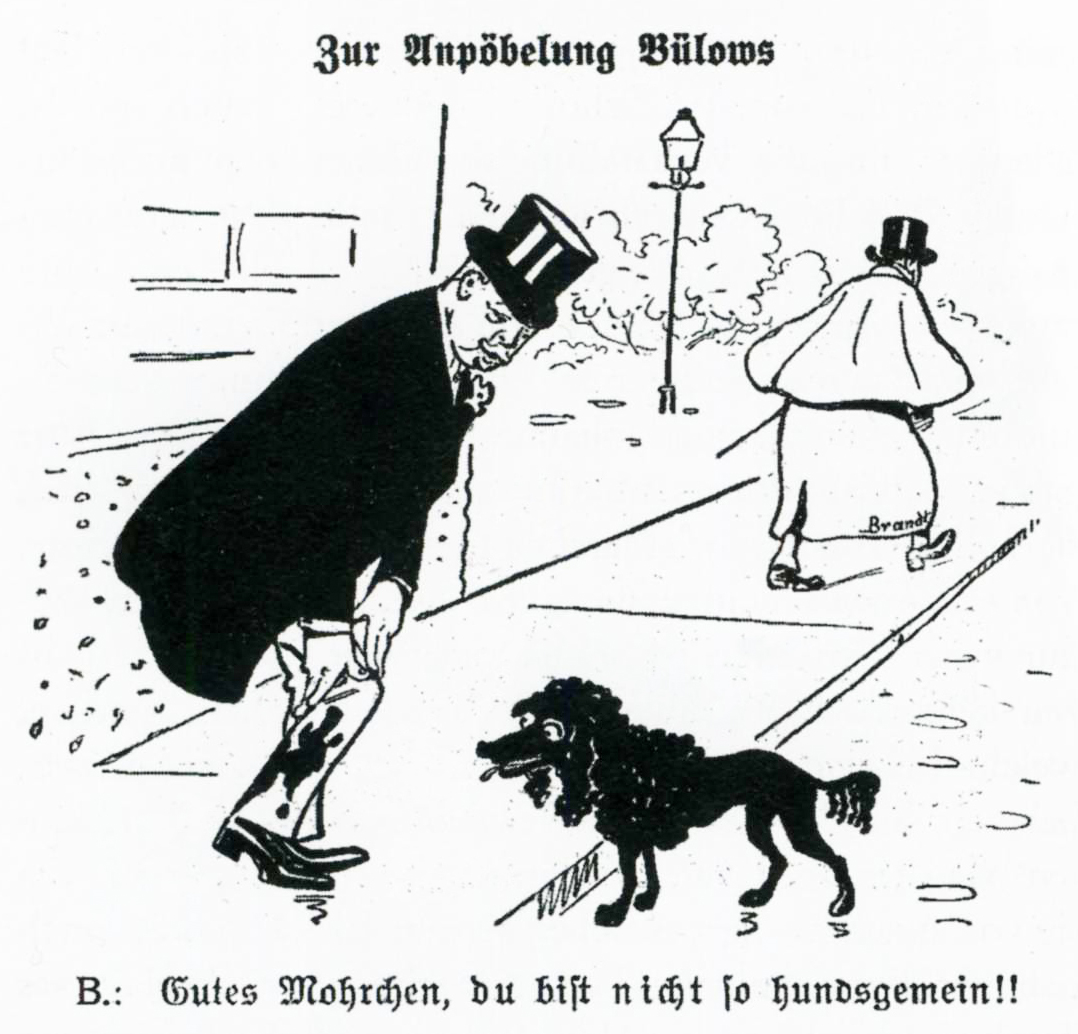
کاریکاتوری که توهین‌های آدولف براند به برنهارد فون بولو در رابطه با ماجرای اولنبرگ را به تصویر می‌کشد: «ب. مور کوچولوی خوب، تو آنقدرها هم بدجنس نیستی!!»

کلادراداتش(اصطلاح آواشناختی برای "Crash") یک مجله طنز به زبان آلمانی بود که برای اولین بار در۷ مه ۱۴۸۴ در برلین منتشر شد. این نشریه به صورت هفتگی یا به قول کلادراداتش: «روزانه، به جز روزهای هفته» منتشر می‌شد. این نشریه توسط آلبرت هافمن و دیوید کالیش، که دومی پسر یک تاجر یهودی و نویسنده چندین اثر کمدی بود، تأسیس شد. انتشار این مجله در سال ۱۹۴۴ متوقف شد.

## تاریخچه
چاپ اول کلادراداتش، که تقریباً تماماً توسط کالیش نوشته شده بود، ۴۰۰۰ نسخه چاپ شد که همه آنها ظرف ۲۴ ساعت فروخته شدند. سپس دو نویسنده دیگر، ارنست دوم و رودولف لوون‌اشتاین، استخدام شدند. نقاشی‌های ویلهلم شولتز در چاپ دوم منتشر شد و تا ۴۰ سال بعد نیز به همین منوال ادامه پیدا کرد. این مجله در سال ۱۸۹۰، ۵۰٬۰۰۰ نسخه و در سال ۱۹۱۱، ۸۵٬۰۰۰ نسخه فروخته شد.
در ابتدا، کلادراداتش یک مجله لیبرال بود، اما طی سالیان کارش محافظه‌کارتر شد. در دوران امپراتوری آلمان، این مجله از سیاست‌های صدراعظم حمایت می‌کرد؛ در دوران جمهوری وایمار، موضع آن ملی‌گرایی آلمانی بود. پس از آنکه در سال ۱۹۲۳ مجله توسط سرمایه‌دار معروف هوگو است‌اینز تصرف شد، محتوای مجله به‌طور فزاینده‌ای راست‌گرایانه شد و تا حدودی با هیتلر و نازیسم همدردی نشان داد. این مجله پس از سال ۱۹۳۳، همسو با مجله نازی «دی برنسل»، رویکرد طنزآمیز تهاجمی نسبت به یهودیان اتخاذ کرد.

## مشارکت کنندگان

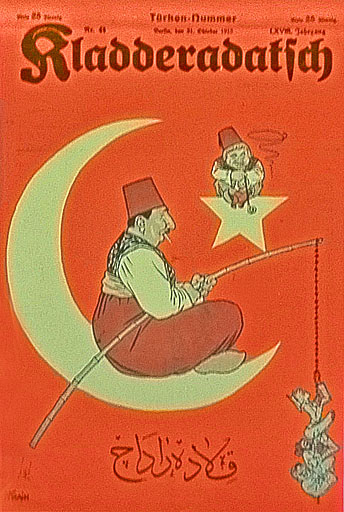
نسخه ترکیه-برلین، سال ۶۸، شماره ۴۴ (۳۱ اکتبر ۱۹۱۵)

1. گوستاو برانت
2. ماکس فریدلندر
3. اسکار گارون [۶]
4. ورنر هامن
5. رودولف هسه
6. آرتور جانسون
7. ویلیبالد کرین
8. اریش کوکس
9. ویلهلم پولستُرف
10. هانس ریمان
11. کارل راینهارت
12. پل وارنک
13. فریتز ولف
14. آرتور کروگر